# Мара Такла Хајманот
Мара Такла Хајманот, Такла Хајманот (амх. ተክለ፡ ሃይማኖት - „Услишавање вере”) је најпоштованији етиопски светитељ, просветитељ региона Шоа и зачетник монаштва у Етиопији.

## Биографија и поштовање у Етиопији
Најраспрострањенија легенда ставља га на крај 13. века, у време владавине Династије Загај, коју је збацио Јекуно Амлак, представник „Соломонске династије“. Такла Хајманот је последњи краљ из династије Загај, који је уступио престо Давидовим потомцима.
Верује се да светитељ потиче из лозе наследних свештеника који су пре десет генерација мигрирали из северне Етиопије у Шоу. Место његовог рођења би требало да буде област Зораре, у области Цилалиш, коју су опустошиле трупе паганског Моталамија из области Дамот. При рођењу будући светитељ је добио име Фисиха Цијон.
У почетку је дечака обучавао његов отац Цега Зеаб, а затим је одвео сина митрополиту Герилосу (Кирилу), који је дечака хиротонисао за ђакона. После неколико година рукоположен је за свештеника. Он је по смрти својих родитеља усвојио ново име Такла Хајманот („Сађење вере“), истовремено бирајући пут аскете и мисионара међу паганима, којима је неко време проповедао Јеванђеље, све док се није придружио монашки манастир Светог Стефана (Дабра Естифанос), који се налази на острву усред језера Хуик и који води Исус Моа. После 9 година проведених у Дабра Естифаносу, Такла Хајманот се привремено преселио у чувени манастир Дабра Дамо, који се налази на северу и основао га је Зе-Микаел Арегави. Пошто је савладао искуство монашког устројства, Такла Хајманот је стекао ученике у Шои и основао монашку заједницу Дабра Асбо (око 1284).
Такла Хајманот је био оснивач многих манастира у Дамоту, Амхари и Шои; главни је остао чувени манастир „Моунт Либан” - Дебре Либанос у Шои, центар монашког реда, по догми и култу најближи православљу због умерености свог монофизитства. Ово је дало римокатолицима разлог да прихвате Такла Хајманот у свој календар за унијате.
Наследници Такле Хајманота као игумана у Дабри Либаносу називају се ецхегге: ово је највиши чин после митрополита у Етиопској цркви; они управљају локалним свештенством, посебно монасима.
Сећање на Такла Хајманота је 17. август и 7. април на дан проналаска његових моштију. Његово житије и службе светитељу налазе се у многим рукописним збиркама.
Коптске литургијске молитве у част Такла Хајманота такође се налазе у рукописима књига. Ова дела коптско-бохерске религиозне поезије су интересантна јер за циљ имају страног светитеља, у чијој канонизацији није учествовало коптско свештенство, а такође и са хронолошке тачке гледишта, будући да припадају малом броју светитеља. најновија дела коптског писма, која су настала касније од друге половине 16. века.